# Phragmacossia furiosa
Phragmacossia furiosa is een vlinder uit de familie van de houtboorders (Cossidae). De wetenschappelijke naam van de soort werd voor het eerst geldig gepubliceerd in 1943 door Sheljuzhko als Phragmataecia furiosa.
De soort komt voor in Afghanistan en Tadzjikistan.